# Епата Меркерсон
Шарон Епата Меркерсон (англ. S. Epatha Merkerson, нар. 28 листопада 1952, Сагіно, Мічиган) — американська акторка театру, кіно й телебачення, лавреатка премій «Золотий глобус», «Еммі» і премії «Гільдії кіноакторів США» а також номінантка на дві премії «Тоні». На телебаченні Меркерсон відома насамперед своєю роллю лейтенантки Аніти Ван Бурен в телесеріалі Закон і порядок, де вона знімалася з 1993 по 2010 рік. Її героїня в серіалі є найбільш довгоживучим персонажем прайм-тайм серіалу в історії телебачення.

## Кар'єра
У кіно Меркерсон знялася в таких фільмах як «Термінатор 2: Судний день», «Сходи Якова», «Радіо» та інших.
Вона зіграла у кількох десятках проектів на театральній сцені. У 1992 році Шарон отримала престижну премію Obie за виступ в офф-бродвейській постановці «I'm Not Stupid», і вдруге отримала премію у 2006 році за виступ у п'єсі «Birdie Blue».
За свою кар'єру вона отримала три премії «NAACP» і ще вісім разів була номінована на неї. Меркерсон отримала премії «Золотий глобус», «Еммі», «Премію Гільдії кіноакторів США» і нагороду «Незалежний дух» за роль у фільмі «Лакаванна Блюз» 2006 року.